# Szczytno
Pour les articles homonymes, voir Szczytno (homonymie).
Szczytno, anciennement Ortelsbourg, (en allemand : Ortelsburg), est une ville polonaise, siège du powiat de Szczytno, en voïvodie de Varmie-Mazurie.

## Histoire
Jusqu'en 1945, Ortelsbourg est le chef-lieu de l'arrondissement d'Ortelsbourg dans le district de Königsberg, dans la province de Prusse-Orientale.

## Monuments
- Château de Szczytno (pl)
- Mairie et musée de la Mazurie (pl)
- Gare de Szczytno (pl)

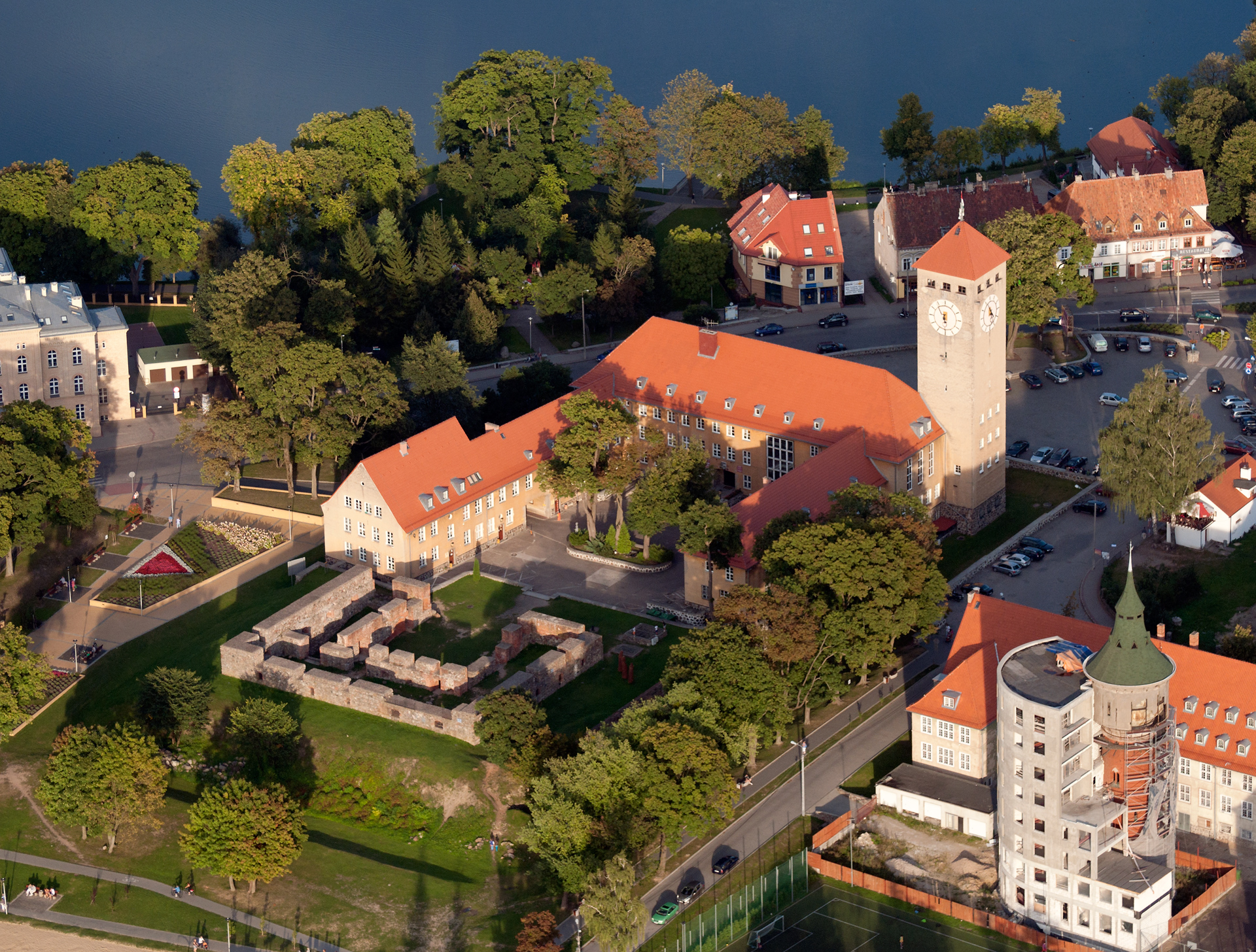
Vestiges du château
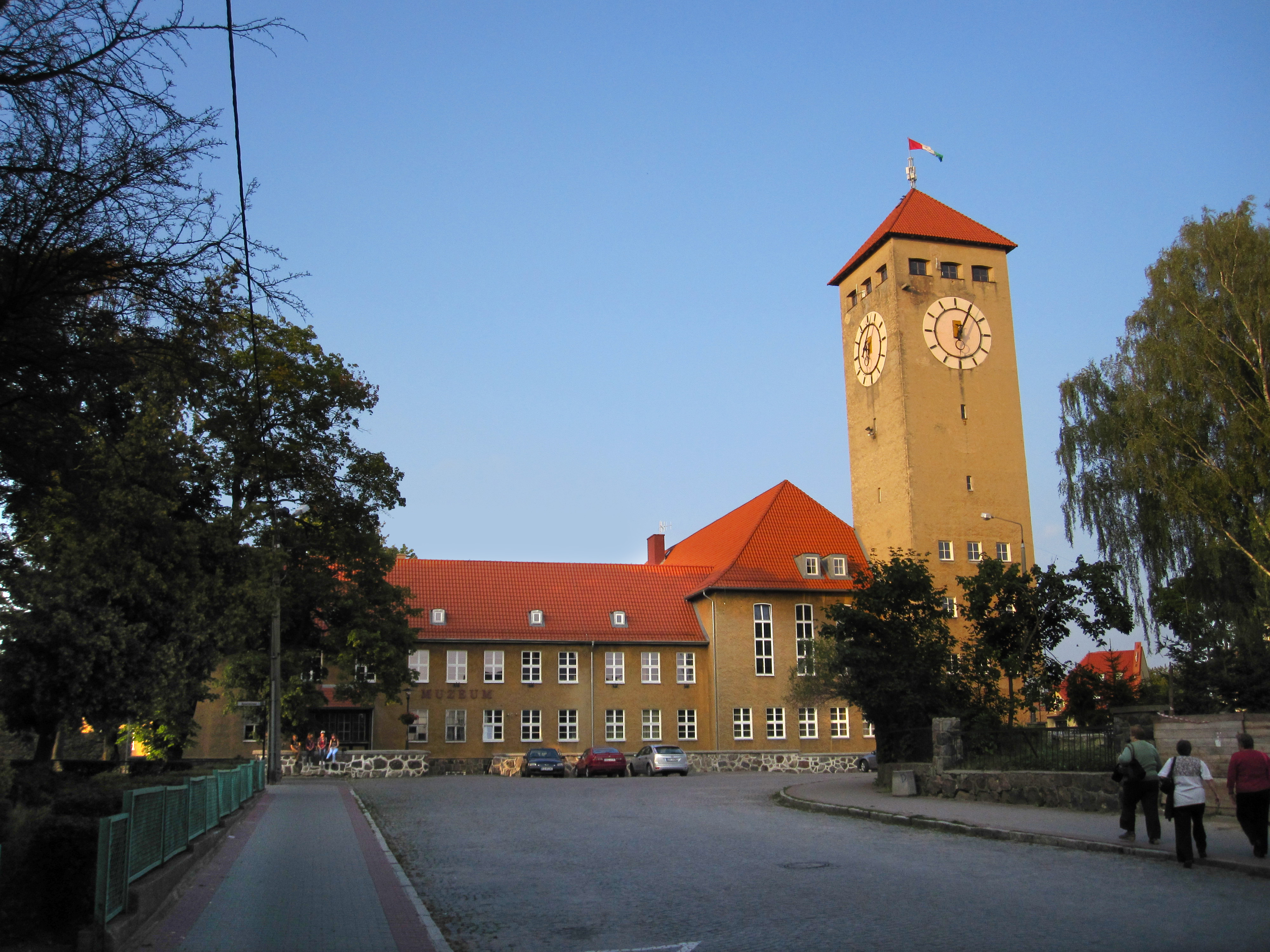
Le musée de la Mazurie
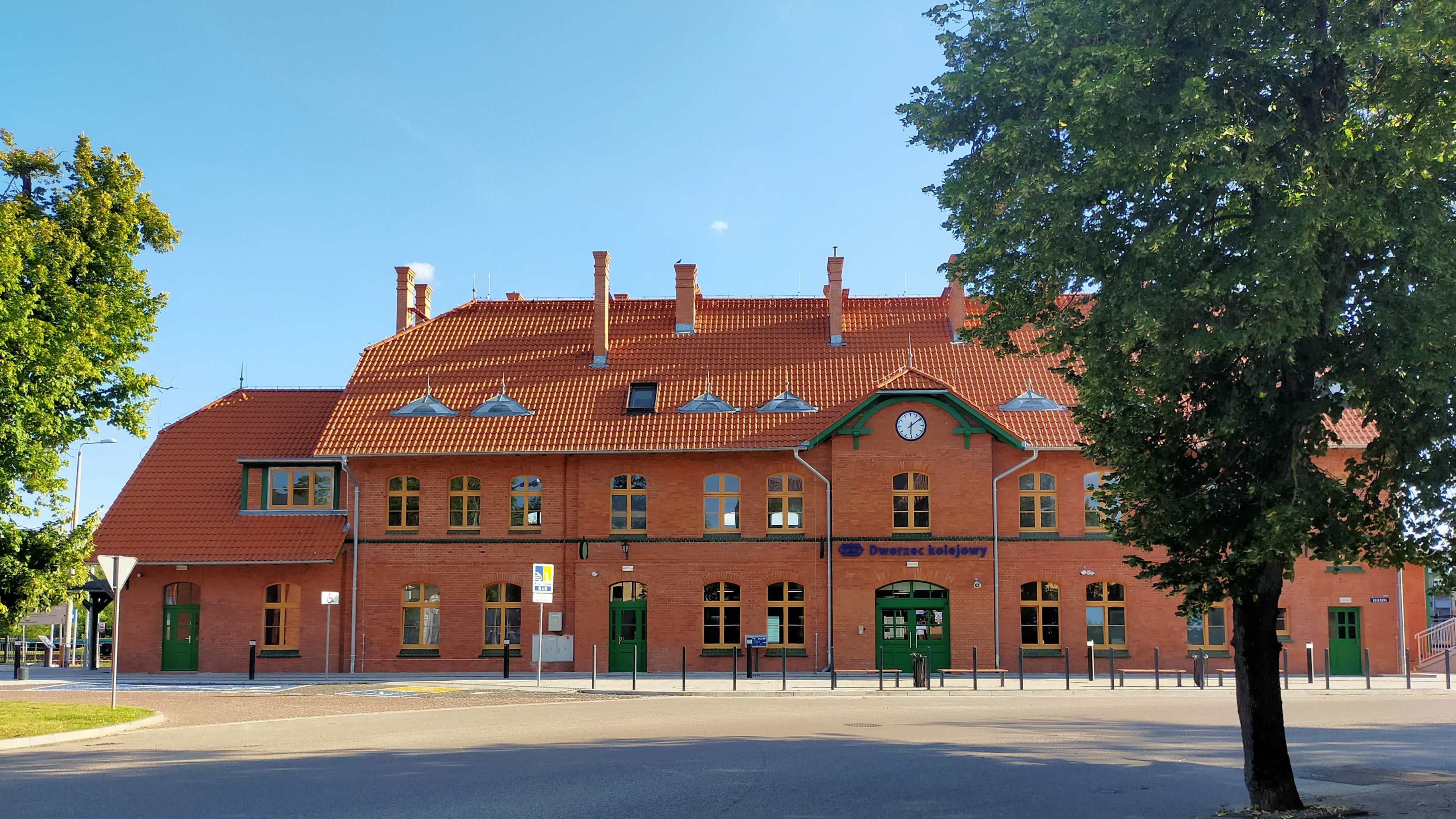
La gare

## Le marché du travail à Szczytno
Les villes de la voïvodie de Varmie-Mazurie sont principalement des centres touristiques et de loisirs. L'industrie ne se développe pas dans cette partie de la Pologne et, outre le tourisme, la production d'aliments sains et la transformation du bois jouent également un rôle clé. Les plus grandes entreprises sont situées à Olsztyn, tandis que le micro-entrepreneuriat domine en dehors de la ville.
À Szczytno, le marché du travail est constitué d'entreprises du secteur des PME et des unités budgétaires, dont l'une des principales créatrices d'emplois. Le nombre d'entités économiques nationales enregistrées au REGON (fin février 2021) s'élève à 2 364. La plupart (2 268) sont des micro-entités indépendantes ou générant jusqu'à 9 emplois. On compte également 69 petites entreprises de 10 à 49 salariés et 26 entreprises de taille moyenne employant entre 50 et 249 personnes. La plus grande est l'unité budgétaire, employant entre 250 et 999 personnes. Le secteur public est également représenté par 17 entités de taille moyenne, 22 petites entités et 72 micro-entités (au total, Szczytno compte 112 entités budgétaires).
Les 5 sections PKD les plus représentées dans la ville sont:
- commerce de gros et de détail, réparation automobile – 505 entités,

- construction – 300 entités,

- services immobiliers – 273 entités,

- autres activités de services – 193 entités,

- activités professionnelles, scientifiques et techniques – 181 entités.

La petite industrie se développe également dans la ville. On y produit notamment des structures en acier, des matières plastiques et des meubles. Comme mentionné précédemment, la province ne compte pas de grands centres industriels et accueille de nombreux investissements étrangers. Le taux de chômage reste nettement supérieur à la moyenne nationale. Selon les données de l'Office central des statistiques à fin février 2021, cet indicateur était de 6,5 % pour le pays et de 10,7 % pour la province de Varmie-Mazurie. Le taux de chômage dans le district de Szczytno était de 10,5 %. Le nombre de chômeurs inscrits dans le district s'élevait à 2 400.

## Jumelages
- Żywiec (Pologne)
- Šalčininkai (Lituanie)
- Herten (Allemagne)

## Transports
Szczytno est traversée par 3 routes nationales
- Olsztyn – Szczytno – Ostrołęka
- Bartoszyce – Biskupiec - Szczytno – Pułtusk
- Olsztynek – Szczytno – Mrągowo

La ville est située sur la ligne de chemin de fer Olsztyn - Ełk.
L'aéroport d'Olsztyn-Mazurie, se trouve à proximité de Szczytno.

## Personnalités liées à la ville
- Gustav von Fabeck (1813-1889), général prussien ;
- Heidi Pawellek (1944-2006), enfant star allemande.